# NGC 6183
NGC 6183 est une vaste galaxie spirale située dans la constellation de l'Oiseau de paradis. Sa vitesse par rapport au fond diffus cosmologique est de 4 939 ± 51 km/s, ce qui correspond à une distance de Hubble de 72,9 ± 5,2 Mpc (∼238 millions d'al). NGC 6183 a été découverte par l'astronome britannique John Herschel en 1835.
La classe de luminosité de NGC 6183 est I.